# Лауды

Лауды (laudes matutinae) в антифонарии бенедиктинского монастыря Айнзидельна (фрагмент)

Ла́уды (от лат. laudes — «хвалы, хваления») — утренняя служба в традиционном католическом оффиции.

## Краткая характеристика
Изначально служба задумывалась как ежедневное символическое воспоминание воскресения Христова, и потому совершалась с первым лучом дневного света. В суточном круге богослужений лауды располагались между ночной службой, называемой «утреней» (matutinum, или matutinae), и первым часом (hora prima). Ночное богослужение у католиков, начиная с Позднего Средневековья постоянно сокращалось (сначала были упразднены «сложные» для пения респонсории, затем петь ночью вовсе перестали), вплоть до полной отмены (за исключением некоторых, самых строгих, монашеских орденов), а функцию утреннего богослужения взяли на себя лауды. Эта литургическая перемена отразилась в перемене названия службы — laudes matutinae («утренние хвалы»). После Второго Ватиканского собора наряду с термином «лауды» используется более нейтральный «утренние молитвы» (preces matutinae).

### Строение (пореформенное)
- Инвитаторий (антифон) или короткий версикул
- Гимн
- Псалом или ветхозаветная библейская песнь (то и другое с антифоном)
- Краткий респонсорий (responsorium breve)
- Benedictus с антифоном
- Preces (молитвы, приуроченные к церковному календарю, и Pater noster)
- Благословение и отпуст (версикул)